# Jimmie Savage
Leonard Jimmie Savage, född Leonard Ogashevitz, 20 november 1917, död 1 november 1971, var en amerikansk matematiker och statistiker. Ekonomen Milton Friedman sa att Savage var "en av de få människor jag har träffat som jag utan tvekan skulle kalla ett geni." 

## Biografi
Savage var gravt synskadad och ändå läste han mycket. Tack vare sin faders påpekande fick han rekommendationer från sin gymnasieskola att läsa vidare. Han tog examen från University of Michigan och arbetade senare vid Institute for Advanced Study i Princeton, University of Chicago, University of Michigan, Yale University och Columbia University. Även om hans doktorandhandledare var Sumner Myers, tackades han också Milton Friedman och W. Allen Wallis som statistiska mentorer.
Hans mest kända verk är var boken från 1954 The Foundations of Statistics, där han lade fram en teori om subjektiv sannolikhet och statistik, som ligger till grund för Bayesiansk statistik och som har tillämpningar på spelteori.
Under andra världskriget fungerade Savage som statistisk assistent till John von Neumann, matematikern som beskrev de principer som datorer skulle baseras på. Han var vid Scientific Research and Development, där Friedman, Allen Wallis, George Stiegler och Rollin Bennet också tjänstgjorde.  Senare var han en av deltagarna i Macy-konferenserna om cybernetik.
En av Savages indirekta bidrag var hans upptäckt av Louis Bacheliers arbete med stokastiska modeller för tillgångspriser och den matematiska teorin om optionsprissättning. Savage uppmärksammade  Paul Samuelson  på Bacheliers arbete. Genom Samuelsons beskrivningar blev slumpvandring och därefter Brownsk rörelse grundläggande för finansiell matematik.
1951 introducerade han det minimax-kriterium som används i beslutsteorin. Hewitt–Savage noll–ett-lagen är uppkallad efter honom, liksom Friedmans och Savages nyttofunktion.